# Ларс Штіндль
Ларс Штіндль (нім. Lars Stindl, нар. 26 серпня 1988, Шпаєр) — німецький футболіст, що грав на позиції нападника. Відомий виступами у складі національної збірної Німеччини.

## Клубна кар'єра
Вихованець академії «Карлсруе», в якій навчався з 2000 року. У цьому ж клубі Штіндль дебютував на професійному рівні 15 березня 2008 року в матчі з «Айнтрахтом», де він вийшов в основному складі і був замінений на 81-й хвилині матчу. 29 листопада 2008 року забив свій перший м'яч у Бундеслізі у ворота «Ганновера». У лютому 2010 року він оголосив про свій намір покинути клуб, в якому провів три сезони, взявши участь у 56 матчах чемпіонату.
16 березня 2010 року Штіндль підписав контракт на три роки з «Ганновером». 20 листопада 2010 року він забив перший гол за новий клуб у ворота «Гамбурга». У квітні 2012 року Штіндль продовжив контракт з «Ганновером» до 2016 року.
Влітку 2015 року Штіндль покинув «Ганновер» і перейшов у менхенгладбахську «Боруссію», підписавши п'ятирічний контракт. Наприкінці сезону 2022–23 покинув клуб через закінчення контракту. Всього встиг відіграти за менхенгладбаський клуб 222 матчі у національному чемпіонаті.
Новий сезон 2023—24 Штіндль розпочав у складі «Карлсруе». За сезон відіграв 24 матчі і забив 4 голи у національному чемпіонаті. 29 березня 2024 оголосив про завершення кар'єри.

## Виступи за збірну
Штіндль викликався до збірних Німеччини різних вікових категорій. Він провів 3 матчі в складі збірної Німеччини (до 20 року), а у формі збірної Німеччини (до 21 року) вийшов 1 раз.

## Титули і досягнення
- Німеччина:

Володар Кубка конфедерацій (1): 2017